# Pierre Pincemaille
Pierre Pincemaille (ur. 8 grudnia 1956 w Paryżu, zm. 12 stycznia 2018 w Suresnes) – francuski organista, improwizator, kompozytor, teoretyk muzyki i pedagog.

## Życiorys

### Wczesne lata
Pochodził z rodziny, dla której muzyka odgrywała dużą rolę w codziennym życiu, aczkolwiek żaden z jej członków nie zajmował się muzyką profesjonalnie. Jego ojciec, Henri (1913–1989), był inżynierem; matka, Andrée (1915–1997), zajmowała się domem. Był najmłodszym dzieckiem spośród sześciorga rodzeństwa. Od dzieciństwa przejawiał zdolności muzyczne.
Jako praktykujący katolik, uczęszczając na msze niedzielne, po powrocie do domu próbował „ze słuchu” odtwarzać zasłyszane w kościele melodie, starał się również improwizować na ich tematy. Rodzice, dostrzegając talent chłopca, zapewnili mu prywatnego nauczyciela fortepianu, pod którego kierunkiem zaczął się kształcić w wieku ośmiu lat. Mając jedenaście lat, coraz bardziej fascynował się organami, głównie za sprawą wuja – Paula Pincemaille’a (1915–2004), ojca zakonnego, ekonoma Kolegium Saint-Sauveur (opactwie św. Zbawiciela) w Redon, organisty-amatora. W kaplicy szkoły i zgromadzenia znajdują się organy Louisa Debierre’a (2 manuały, 16 głosów) z 1868 roku, na których w czasie wakacji i świąt Pierre Pincemaille uczył się grać.

### Edukacja
W roku 1971 został przyjęty do Konserwatorium Paryskiego, początkowo do klasy solfeżu, gdzie studiował do 1973 roku. Na tej uczelni odbywał dalsze studia, do których zaliczały się: harmonia: 1973–1977 (Henri Challan), kontrapunkt: 1976–1978 (Jean-Claude Raynaud), fuga: 1978–1979 (Marcel Bitsch), organy: 1975–1979 (Rolande Falcinelli), improwizacja: 1976–1979 (Rolande Falcinelli), analiza muzyczna: 1977–1980 (Jacques Casterède).
W zakresie harmonii, kontrapunktu, fugi, organów i improwizacji Pincemaille otrzymał dyplomy ukończenia studiów z najwyższą oceną (Premier Prix). Uczęszczał także na zajęcia akompaniamentu fortepianowego (klasa Anne Grapotte i Jeana Kernera). Jego wieloaspektowa edukacja muzyczna w sposób znaczący przyczyniła się do rozwoju wrodzonych zdolności improwizatorskich. Poznając różne techniki kompozytorskie, mógł nabrać doświadczenia, które wykorzystywał później w swych improwizacjach.
Przed zdaniem egzaminów wstępnych do Konserwatorium Paryskiego na organy nigdy wcześniej nie pracował pod kierunkiem profesjonalnego pedagoga – był samoukiem. Pincemaille wspominał, że metodyka improwizacji Rolande Falcinelli polegała wyłącznie na przekazywaniu wskazówek dotyczących kształtowania formy, prowadzenia narracji muzycznej i sposobów wykorzystywania muzycznego tematu. Pedagog ta nie zajmowała się niemal wcale nauczaniem „języka muzycznego”, według niej każdy ze studentów miał stworzyć i rozwijać swój własny. Aby umożliwić sobie w przyszłości pracę jako nauczyciel, Pincemaille odbył dodatkowo studia pedagogiczne w zakresie akompaniamentu na fortepianie (1981) i teorii muzyki z kompozycją (1986).

### Życie prywatne
W 1991 Pincemaille poślubił Anne-France Gaudillat, która przez wiele lat towarzyszyła mu jako kantor podczas niedzielnych mszy w królewskiej katedrze w Saint-Denis. Z ich małżeństwa urodziło się troje dzieci.
Zmarł 12 stycznia 2018 w szpitalu w Suresnes po trzymiesięcznej walce z chorobą nowotworową. Został pochowany na cmentarzu w Tréflez (Bretania).

## Kariera artystyczna
Po zakończeniu studiów Pierre Pincemaille poświęcił się wieloaspektowej karierze muzycznej – jako pedagog, organista koncertujący i liturgiczny, a przede wszystkim improwizator. Został zwycięzcą szeregu międzynarodowych konkursów improwizacji organowej, m.in. w Lyonie (1978), Beauvais (1987), Strasburgu (1989), Montbrison (1989), Chartres (1990). W latach 1982–1987 był organistą kościoła Saint-Eugène-Sainte-Cécile w Paryżu. W 1987 roku został mianowany organistą tytularnym wielkich organów Aristide'a Cavaillé-Colla w katedrze Saint-Denis pod Paryżem. Stanowisko to piastował przez 30 lat.
Realizował także swoją karierę solistyczną, występując głównie w krajach europejskich, Stanach Zjednoczonych i Kanadzie. Koncertował też w Rosji, RPA i Chinach. Współpracował ze światowej sławy dyrygentami, m.in. Mstisławem Rostropowiczem, Myung-Whun Chungiem, Riccardem Muti i Charlesem Dutoit.
Pincemaille ukształtował własny język harmoniczny, który wykorzystywał w swoich improwizacjach. Improwizacje te, nacechowane wpływami kompozytorów francuskich początku dwudziestego wieku, niepowtarzalne w swej estetyce, stały się znakiem rozpoznawczym jego twórczości artystycznej.

## Kariera pedagogiczna
W 1980 roku, objął posadę nauczyciela akompaniamentu fortepianowego w szkole artystycznej w Poitiers (Conservatoire de Poiters). Pracował tam do 1984 roku. W tym samym roku został nauczycielem teorii muzyki i kompozycji w analogicznej szkole w Châtellerault (Conservatoire de Châtellerault), gdzie pracował do 2002 roku. Od 2000 roku do śmierci prowadził klasę improwizacji organowej w szkole w Saint-Maur-des-Fossés, jednym z jego studentów był polski organista Martin Gregorius. Od 2002 roku prowadził klasę teorii muzyki (harmonii i kontrapunktu) w szkole w Saint-Germain-en-Laye. W 2002 roku został profesorem teorii muzyki w Narodowym Wyższym Konserwatorium Muzycznym w Lyonie (Conservatoire national supérieur de musique de Lyon), gdzie pracował do 2005 roku, po czym objął klasę kontrapunktu w Narodowym Wyższym Konserwatorium Muzycznym w Paryżu (Conservatoire National Superieur de Musique de Paris), gdzie pracował do śmierci.
Prowadził kursy mistrzowskie improwizacji organowej w wielu krajach. W Polsce regularnie zapraszany był do Gdańska i Rumi, także jako juror konkursów.

## Odznaczenia
- Kawaler Orderu Świętego Grzegorza Wielkiego
- Kawaler Orderu Palm Akademickich
- Kawaler Orderu Sztuki i Literatury

Na podstawie materiałów źródłowych.

## Kompozycje
- En Louisiane na puzon i fortepian (2004)
- Prologue et Noël varié na organy (2007)
- Poème symphonique (2012)[a]
- Ave Maria, motet na chór mieszany a cappella (2013)
- Pater Noster, motet (2017)[b]
- Ave Verum, motet (2017)[b]

## Dyskografia
Jego dyskografia obejmuje wszystkie dzieła Maurice’a Duruflé i Césara Francka, 10 symfonii Charlesa-Marie Widora, transkrypcje kompozycji Igora Strawinskiego, a także utwory Louisa Vierne’a, Jehana Alaina, Pierre’a Cochereau oraz własne improwizacje. Brał także udział w nagraniach utworów orkiestrowych Camille’a Saint-Saënsa, Hectora Berlioza, Josepha Jongena i Aarona Coplanda.